# 汪新
汪新（1737年—1798年），字又新，號芍陂，浙江仁和县（今属杭州市）人。清朝政治人物。進士出身。

## 生平
乾隆二十二年（1757年）丁丑科二甲進士。改翰林院庶吉士，授編修。後改雲南道監察御史。乾隆三十三年（1768年）升禮科給事中。次年轉戶科掌印給事中。乾隆三十五年（1770年）充江南鄉試副考官，提督福建學政。乾隆四十年（1775年）任湖南衡永郴桂道，歷升四川按察使、廣東按察使、湖北按察使、山西布政使、湖南按察使、甘肅按察使、湖北布政使等。乾隆六十年（1795年）五月，擢安徽巡撫。當時湖北白蓮教起事軍勢正熾，汪新調補湖北巡撫。嘉慶三年（1798年）四月卒於軍營。諡勤僖。

## 外部連結
- 汪新 （页面存档备份，存于） 中研院史語所

| 官衔        | 官衔                                                        | 官衔          |
| ----------- | ----------------------------------------------------------- | ------------- |
| 前任： 阿肅 | 提督福建學政 乾隆三十五年十一月初三乙巳（1770年12月19日）任 | 繼任： 吉夢熊 |